# Esecuzioni nelle rovine del ghetto di Varsavia

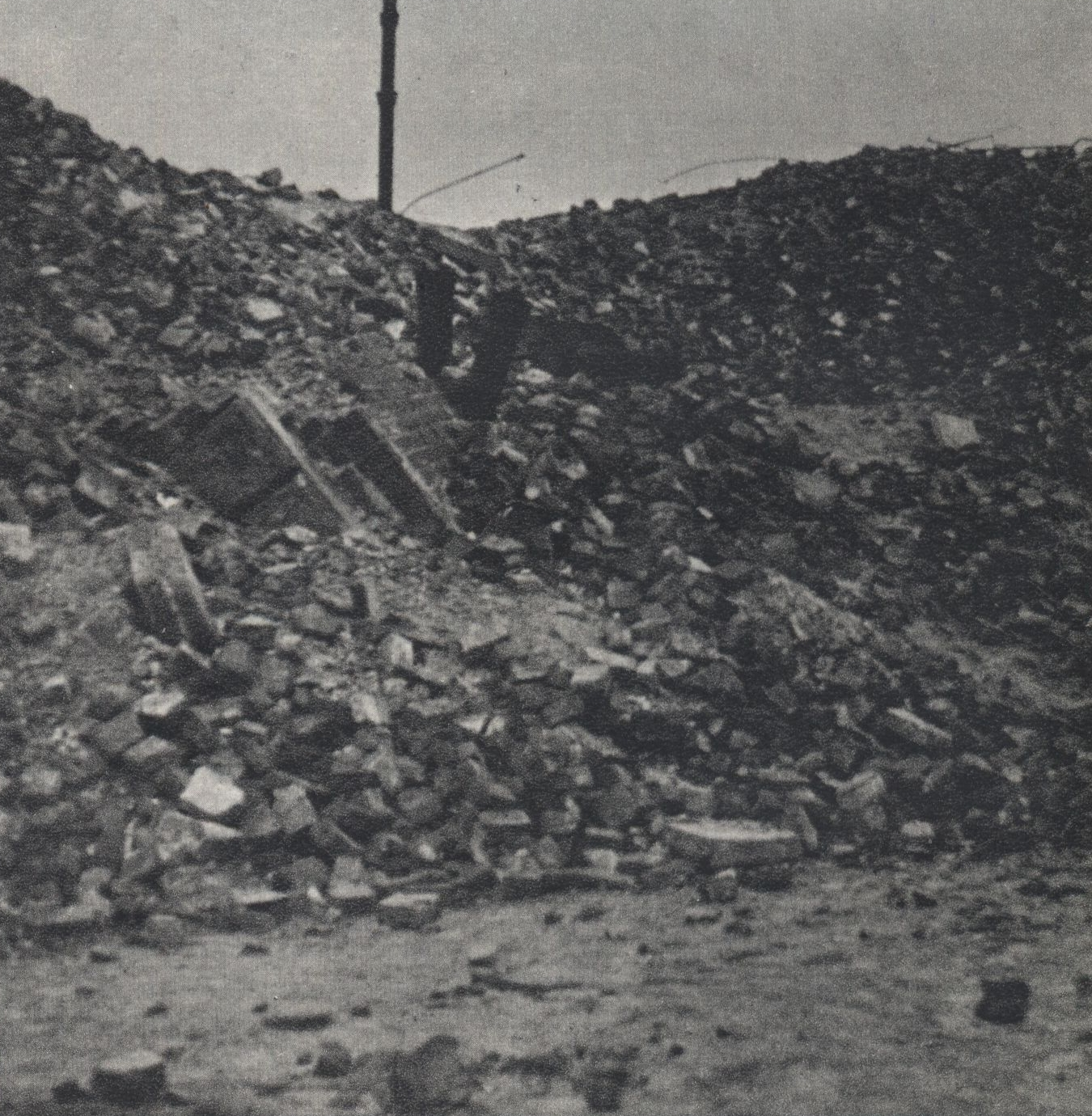
Le rovine della proprietà in ul. Dzielna 27, dove negli anni 1943-1944 furono uccisi migliaia di prigionieri di Pawiak.

Le esecuzioni nelle rovine del ghetto di Varsavia furono le esecuzioni di massa dei prigionieri politici polacchi e delle persone di nazionalità ebraica svolte segretamente dagli occupanti tedeschi nelle rovine del ghetto di Varsavia nel 1943-1944.
Le esecuzioni nella "zona residenziale ebraica di Varsavia" iniziarono già nell'estate del 1942, con fucilazioni da parte dei nazisti verso i prigionieri deportati fuori dai confini del ghetto. Gli stermini di massa iniziarono a partire dalla metà maggio del 1943 e cioè dopo la soppressione della rivolta del ghetto di Varsavia e con l'inizio della demolizione sistematica del distretto.
L’operazione di sterminio nelle rovine del ghetto continuò ininterrottamente fino allo scoppio della rivolta di Varsavia nell'agosto del 1944. In totale, le SS e gli agenti della polizia tedesca uccisero diverse migliaia di persone, la gran parte ostaggi polacchi, principalmente i prigionieri di Pawiak ed i residenti ordinari detenuti durante i rastrellamenti di massa, insieme agli ebrei catturati nella zona “ariana” del ghetto.

## Le origini
Varsavia era considerata dai tedeschi come il centro della resistenza polacca contro il "nuovo ordine" nazista. Anche se, nel Governatorato Generale occupato, l'ex capitale della Polonia è stata retrocessa al ruolo di una città provinciale, Varsavia è rimasta il centro della vita politica, intellettuale e culturale della Polonia. Inoltre, era anche la sede delle autorità dello Stato segreto polacco ed il luogo di funzionamento di strutture particolarmente forti e ben organizzate del movimento di resistenza. Il governatore generale Hans Frank scrisse nel suo diario il 14 dicembre 1943: "Se non avessimo Varsavia all’interno del Governatorato Generale, avremmo i 4/5 di difficoltà in meno con la quale dobbiamo combattere. Varsavia è e rimarrà il centro di confusione, il punto da cui si diffonde l'ansia in questo paese".
Dai primi giorni dell'occupazione i tedeschi terrorizarono brutalmente il popolo di Varsavia, puntando soprattutto contro i rappresentanti dell'élite politica e intellettuale polacca, la comunità ebraica e le persone legate in qualunque modo con le attività del movimento di resistenza.
Le carceri e i centri di detenzione di Varsavia furono riempiti di detenuti. Si tratta di posti come la Prigione di Pawiak, il centro di detenzione di Daniłowiczowska, la Prigione di Mokotów, gli scantinati della sede del Sicherheitspolizei (abbrev. Sipo, la cosiddetta Polizia di Sicurezza). I rastrellamenti in strada, le deportazioni nei campi di concentramento e gli omicidi di massa diventarono la prassi quotidiana. Le esecuzioni dei prigionieri politici vennero effettuate in segreto da parte dei tedeschi, di solito in aree sconosciute e inaccessibili al pubblico. I luoghi di esecuzione erano, tra gli altri: i giardini nel territorio del Sejm (parlamento polacco); Las Kabacki; Szwedzkie Góry nella zona di Bemowo; Las Sękociński vicino a Magdalenka; Lasy Chojnowskie vicino a Stefanów; Laski, Wydmy Łuże i Wólka Węglowa alla periferia di Kampinos; e soprattutto le famigerate Palmiry.
Dal punto di vista dei carnefici, le esecuzioni compiute nelle foreste vicino a Varsavia comportarono alcuni rischi e furono associate ai vari problemi logistici. Il trasporto di detenuti dalle prigioni di Varsavia verso i luoghi di esecuzione situati a una decina di chilometri dalla città doveva essere discreto, e quindi diventava un'operazione complicata e dispendiosa in termini di tempo. Inoltre, ci furono altre difficoltà in riguardo alla necessità di assicurare le zone contro dei testimoni inaspettati e contro le fughe di condannati. Infine, i tedeschi non avevano alcuna garanzia che la popolazione delle città vicine non potesse accidentalmente o deliberatamente venire alla scoperta di fosse comuni.

## Le prime esecuzioni nelle rovine del ghetto

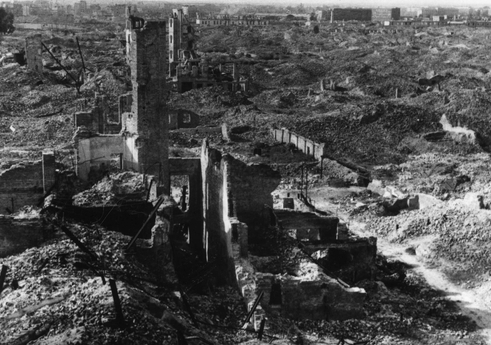
Le rovine del ghetto di Varsavia.

A partire dal giugno del 1942, avvennero diversi “incidenti”, durante i quali diversi gruppi di alcune decine di polacchi furono assassinati dai tedeschi nel ghetto di Varsavia (a quel tempo isolato dal resto della città). I cadaveri delle persone assassinate venivano di solito abbandonati direttamente nelle strade del "quartiere residenziale ebraico". In seguito diversi gruppi lavorativi ebbrei vennero incaricati per ripulire le strade dai cadaveri i quali solitamente venivano sepolti nel cimitero ebraico o nel campo Skry. Tali esecuzioni presero luogo specialmente durante la grande manovra legata alle deportazioni di massa degli abitanti del ghetto (estate 1942), poiché in un momento così caotico era facile nascondere gli omicidi e liberarsi dei corpi delle vittime in modo impercebile.

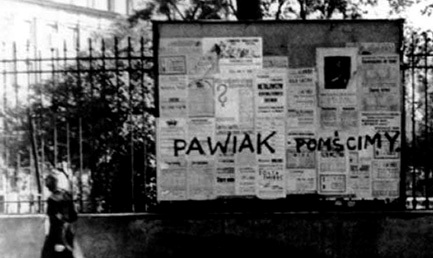
L’iscrizione "Vendicheremo Pawiak" (in polacco: Pawiak pomścimy) fatta dagli scout dell'organizzazione "Wawer" sulla bacheca (locata sul recinto del giardino dell’edificio della banca BGK in ul. Bracka)

Nella primavera del 1943, i tedeschi definitivamente liquidarono il ghetto di Varsavia, reprimendo brutalmente la rivolta avviata dal movimento di resistenza ebraica. L'area precedentemente occupata dal "quartiere residenziale ebraico" è stata trasformata in un "deserto di pietra e mattoni". La direzione della Gestapo di Varsavia giunse alla conclusione che le rovine del ghetto potevano rivelarsi un luogo molto conveniente per procedere con le esecuzioni clandestine dei polacchi, questa volta su vasta scala. L'SS-Gruppenführer Jürgen Stroop, allora Comandante delle SS e della Polizia (SS-und Polizeiführer) nel distretto di Varsavia, sostenne che l'autore di questa idea fu il dott. Ludwig Hahn, comandante della Polizia di Sicurezza (Sicherheitspolizei) e del Servizio di Sicurezza (Sicherheitsdienst) a Varsavia (noto anche come: KdS Warschau). Mentre si trovava nella Prigione di Mokotów, in attesa del processo, Stroop ha raccontato le sue discussioni con Hahn al suo compagno di cella, Kazimierz Moczarski:
"Il dott. Hahn disse più o meno così: "Usiamo la Grossaktion per sfinire anche i polacchi. Nel ghetto sono morti molti ebrei e molti ne moriranno ancora. I cadaveri si trovano ovunque, quindi anche se aggiungiamo qualche migliaio di polacchi, nessuno sarà in grado di verificarne il numero."- relazione di Jürgen Stroop.
Dal punto di vista degli occupanti, i vari argomenti hanno sostenuto l’uso delle rovine del ghetto come un luogo di esecuzioni di massa. Il quartiere era adiacente al carcere di Pawiak, dove era detenuta la maggior parte dei prigionieri politici polacchi. Le pareti del ghetto e molte stazioni di polizia tedesche isolarono perfettamenteo il "deserto di pietra e mattoni" dal resto della città. La polizia cacciava costantemente gli ebrei nascosti tra le rovine, cosa che spiegava gli echi degli spari provenienti da dietro le mura. Era più facile bruciare o seppellire i corpi degli assassinati nelle rovine. Infine, nell'estate del 1943, nell'ex area del ghetto, incominciò a funzionare il campo di concentramento tedesco, il Konzentrationslager Warschau. Il suo territorio e il suo personale vennero usati per le esecuzioni, mentre il crematorio ed i prigionieri furono sfruttati per coprire le tracce dei crimini.
I prigionieri del carcere di Pawiak, furono giustiziati per la prima volta nelle rovine del ghetto di Varsavia, il 7 maggio 1943, e quindi prima della fine della rivolta del ghetto. Quel giorno, vennero uccise 94 persone. Alla fine del mese di maggio del 1943, le esecuzioni divennero la normalità. I tedeschi hanno quasi completamente smesso di sparare ai detenuti nelle foreste e hanno notevolmente ridotto le deportazioni dei prigionieri dai centri di detenzione ai campi di concentramento. Invece di essere deportati, i prigionieri politici polacchi furono frettolosamente massacrati nelle rovine del ghetto, spesso solo dopo poche ore o pochi giorni dall'indagine o persino senza le indagini adeguate. Nelle rovine del ghetto, ogni giorno venivano giustiziati anche gli ebrei catturati nella zona ariana insieme ai polacchi che li accolsero.
L'identità delle vittime nella maggior parte dei casi rimase sconosciuta, poiché gli ebrei della Prigione Pawiak non vennero registrati in alcun modo. Rimasero nel braccio della morte, la Sezione IV di Pawiak, per alcune ore o giorni per essere infine fucilati sul terreno del ghetto. Spesso furono assassinate intere famiglie, inclusi donne e bambini.
Le esecuzioni furono eseguite dai tedeschi in vari punti del vecchio ghetto, ma più spesso in proprietà locate in Dzielna 25 e 27, nel giardino della casa in Nowolipki 29 e nel cortile del locale in Zamenhofa 19. I prigionieri della Pawiak e le persone trasportate da fuori città vennero uccisi anche nel campo di concentramento di KL Warschau. I cadaveri delle vittime sono stati bruciati, di solito nei locali di ul. Gęsia 45 e ul. Pawia 27 o sul territorio del campo di concentramento KL Warschau (sui falò costruiti appositamente dalle rovine delle case o nel crematorio) dai sonderkommandos (in italiano: unità speciale) composte da ebrei (prigionieri del campo).
Le informazioni sulle atrocità commesse dai tedeschi furono fornite direttamente dai membri dell’Esercito Nazionale (in polacco: Armia Krajowa, abbrev. AK) allora impiegati nel carcere di Pawiak. Tuttavia, queste furono incomplete, senza rientrare nei dettagli, per cui diventò impossibile determinare la data esatta delle esecuzioni che presero parte nella primavera e l'estate del '43. È comunque noto che nelle esecuzioni quotidiane moriva circa una dozzina di persone. In casi speciali questo numero arrivò non solo a varie decine, ma anche a centinaia di polacchi ed ebrei uccisi in una singola esecuzione. Per esempio, la data del 29 maggio 1943 viene ricordata come uno dei primi grandi massacri dei prigionieri del carcere Pawiak, nel quale furono uccise circa 530 persone. L'esecuzione ha avuto un grande impatto sulla vita di Varsavia, l’iscrizione "Vendicheremo Pawiak" (in polacco: Pawiak pomścimy) cominciò ad apparire in modo massiccio sui muri della città. Il 24 giugno 1943, durante un'altra esecuzione di massa, nei terreni del ghetto morirono circa 200 uomini e il 15 luglio 1943 furono fucilate tra le 260 e le 300 persone (polacche ed ebree arrestate dopo la cosiddetta controversia di Hotel Polski). L'indomani nel campo di concentramento situato in ul. Gęsia, accadde la stessa cosa ad altri 132 prigionieri.

## Esecuzioni durante il regime di Kutschera

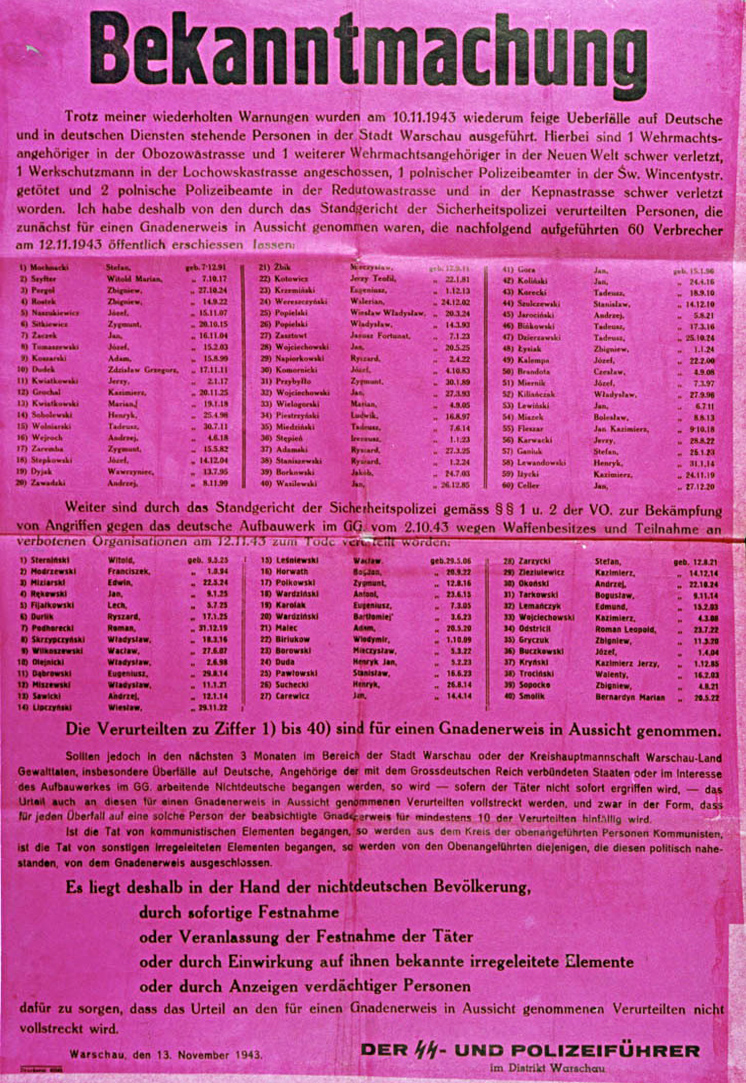
L’avviso contenente l’informazione sull’esecuzione di 100 ostaggi. Varsavia, 3 dicembre 1943.

Nell'ottobre del 1943, il terrore contro il popolo di Varsavia si intensificò drasticamente. I tedeschi aumentarono notevolmente i loro sforzi per spezzare la resistenza polacca che cresceva ogni giorno. Il 2 ottobre del 1943 Hans Frank annunciò il decreto legge sulla "lotta contro l’attentato ai lavori dei tedeschi per il rinnovamento del Governatorato Generale", legittimando la regola della responsabilità collettiva, la quale si sposò perfettamente con le intenzioni dei nazisti.
Il decreto partì dal presupposto che “sia gli istigatori, sia i loro complici saranno considerati responsabili dei crimini e puniti con la pena di morte”. Stessa regola valse anche per il solo tentativo di commissione di “reato”. L’onda del terrore a Varsavia fu legata anche all'inaugurazione del SS-Brigadeführer Franz Kutschera, Comandante delle SS e della Polizia (SS -und Polizeiführer) nel distretto di Varsavia (25 settembre 1943). Il nuovo SS- und Polizeiführer fu un sostenitore di una politica brutale nei confronti delle nazioni conquistate dal Terzo Reich. Secondo lui, le esecuzioni di massa degli ostaggi per ogni azione antitedesca erano il modo adatto per portare “la pace” a Varsavia. Le sparatorie hanno preso luogo non solo nelle rovine del ghetto, ma anche apertamente nelle strade di Varsavia, a scopo di terrorizzare i residenti e gettare un'ombra sul rapporto tra i cittadini e la resistenza polacca.
Il rafforzamento della politica di occupazione fu annunciato da un'ondata di incursioni. I rastrellamenti massicci iniziarono il 13 ottobre del 1943 e da quel momento si svolsero quasi quotidianamente, a volte anche un paio di volte al giorno ed in molte zone della città.
Il 16 ottobre del 1943, in Aleja Niepodległości (l’angolo di ul. Madalińskiego) ebbe luogo la prima delle numerose esecuzioni pubbliche. Per ottenere un buon impatto psicologico, i nomi delle vittime vennero letti usando i megafoni. Insieme ai loro, i nazisti fornirono anche i nomi delle vittime future nel caso di un successivo attacco antitedesco. Dopo un po' di tempo, le comunicazioni da megafono furono sostituite con degli annunci appesi sul muro chiamate Bekanntmachung. I famosi poster stampati su carta rosa, con una firma anonima del Comandante delle SS e della Polizia, apparvero per la prima volta il 30 ottobre del 1943.
Le incursioni e le esecuzioni di massa, che portarono alla morte di centinaia di persone innocenti, sconvolsero la città di Varsavia. Per quanto le repressioni precedenti andavano a colpire ambienti sociali o politici specifici, il terrore di Kutschera veniva invece usato alla cieca. Accanto ai prigionieri politici arrestati dalla Gestapo, spesso morivano cittadini innocenti, arrestati casualmente durante i rastrellamenti in strada. Mentre le esecuzioni attiravano l'attenzione dell'opinione pubblica in modo del tutto naturale, non possiamo dimenticarci di un'altra manovra svolta in parallelo su misure molto più ampie, e cioè lo sterminio segreto degli ostaggi nascosti tra le rovine del ghetto. Tra il 15 ottobre 1943 e il 15 maggio 1944, i tedeschi uccisero circa 5.000 persone nella città e nei suoi dintorni (ciò comporta un totale di circa 270-300 persone a settimana), di queste circa 3800 tra le rovine del ghetto. Ciò significa che per ogni singola esecuzione svolta in pubblico, 3 o 4 persone venivano uccise di nascosto nei terreni del ghetto.
Durante questo periodo, spesso le esecuzioni nelle rovine del ghetto avvenivano più volte al giorno. Molte volte, oltre alle decine o centinaia di prigionieri del carcere di Pawiak, vennero uccise anche persone innocenti catturate durante le incursioni. La notte tra il 17 e il 18 ottobre 1943 diede inizio a una delle più grandi operazioni nella storia della Prigione di Pawiak, che durò fino alle 4 del mattino. I prigionieri furono spogliati e trasportati nudi fuori dal carcere, per poi essere mitragliati in ul. Pawia 36-42 e Dzielna 37-42.
Durante questa operazione i nazisti uccisero circa 600 persone.  A breve nel carcere si cominciò a dire che l'esecuzione fosse così orribile e mostruosa da costringere al suicidio uno dei membri delle SS il quale non riuscì a sopportarla mentalmente. Il 23 ottobre 1943, circa 300 ostaggi sono arrivati dalla frazione Praga il giorno prima, furono fucilati nelle rovine. Le esecuzioni di massa proseguirono anche il 12 e 13 novembre (rispettivamente causando 240 e 120 vittime), il 9 dicembre (circa 146 vittime - tra cui 16 donne ebree e un bambino piccolo), il 14 dicembre (230 vittime), il 16 Dicembre (circa 100 vittime), il 13 gennaio 1944 (circa 260 vittime) e il 28 gennaio (circa 170-180 vittime).
Secondo alcune informazioni fornite dai cospiratori dell'operazione della prigione Pawiak, nel novembre del '43 i tedeschi incominciarono a coprire le tracce delle esecuzioni precedenti e dei crimini commessi nel ghetto di Varsavia, prima della sua liquidazione. ll gruppo di lavoro, composto dai prigionieri di KL Warschau, sotto la supervisione dei tedeschi, ha incominciato a scavare fosse comuni, nascoste sul terreno del vecchio ghetto o del cimitero ebraico. I cadaveri riesumati sono stati fatti bruciare o fatti saltare in aria con materiali esplosivi. Secondo Regina Domańska, il 17 novembre 1943 i tedeschi hanno anche portato circa 300 uomini alle rovine di una delle case del vecchio ghetto per poi detonare l'edificio.
Il 1º febbraio 1944, i soldati del gruppo "Pegaz" dell'unità Kedyw dell’Esercito Nazionale (in polacco: Armia Krajowa, abbrev. AK) organizzarono con esito positivo un colpo di stato a Kutscher su Aleje Ujazdowskie.
La maggior parte delle vittime degli omicidi per rappresaglia fatte nei giorni successivi è stata uccisa tra le rovine del ghetto. Il 2 febbraio, i tedeschi fucilarono 300 ostaggi polacchi, di cui 100 nella esecuzione all'incrocio tra Aleje Ujazdowskie e ul. Chopina (vicino al luogo dell'attacco), e le altre 200 persone nel ghetto. Le esecuzioni di massa successive furono svolte il 3 febbraio (circa 150 vittime), il 10 febbraio (circa 330 vittime) e il 15 febbraio (circa 210 vittime, tra cui 18 donne).

## Ultimi mesi dell’occupazione
Dopo la morte di Kutschera, il terrore contro la popolazione civile di Varsavia si calmò. I tedeschi smisero di svolgere le esecuzioni nelle strade, e smisero anche di informare dell'esecuzioni degli ostaggi tramite annunci e manifesti o tramite megafono. Gli occupanti chiaramente non volevano dare ai polacchi l'opportunità di mostrare sentimenti patriottici. Tuttavia, l'azione di sterminio nelle rovine del ghetto continuò. Nella primavera del 1943, ogni giorno venivano fucilati decine o addirittura centinaia di prigionieri di Pawiak o persone portate direttamente dalla città. Il 22 febbraio 1944, circa 312 persone furono giustiziate nelle rovine del ghetto. Il 28 febbraio, furono uccisi circa 100 prigionieri di Pawiak. Il 4 marzo morirono altri 84-100 prigionieri (tra cui c’erano 4 donne ebree). I loro corpi sono stati gettati nelle cantine delle case locate in ul. Nowolipie (l’angolo di ul. Karmelicka) e bruciati (alcuni dei detenuti), mentre quelli gravemente feriti furono bruciati ancora vivi.
Sei giorni dopo, i 40 ebrei, sequestrati nella locazione in ul. Grójecka insiemie ad alcuni polacchi che li proteggevano (Mieczysław Wolski e Władysław Marczak con la sua famiglia) furono fucilati nel ghetto. Tra le vittime, c'era un noto storico ebreo Emanuel Ringelblum. Il 21 marzo, altre 200 persone sono state assassinate nel ghetto, principalmente i residenti dei villaggi vicino a Varsavia. Fino a tarda sera, si poteva vedere il bagliore del crematorio di KL Warschau e si sentiva l'odore dei corpi bruciati.
Le esecuzioni di massa nelle rovine del ghetto hanno avuto luogo anche: il 16 marzo (circa 185 vittime), il 29 marzo (circa 100-150 vittime), il 30 marzo (circa 95 vittime), il 31 marzo (circa 140 vittime, di cui 60-70 sono arrivati da Łowicz), il 6-7 aprile (circa 100 vittime), il 13 aprile (circa 115 vittime), il 14 aprile (circa 154-163 vittime), il 15 aprile (circa 100 vittime), il 17 aprile (circa 140 vittime), il 26 aprile (circa 110 vittime), il 11 maggio (circa 120-130 vittime, tra cui un russo e diversi ebrei), il 19 maggio (circa 103 vittime), il 20 maggio (circa 160-200 vittime), il 22 maggio (circa 200 vittime), il 27 maggio (circa 100 vittime), il 5-6 giugno (circa 110 vittime, tra cui una donna nel settimo mese di gravidanza), il 9-10 giugno (più di 100 vittime). A ciò si aggiungono le numerose esecuzioni di piccoli gruppi di prigionieri (spesso di origine ebraica), il cui l’esatto numero di vittime è impossibile da determinare. Dopo la fallita rivolta dei prigionieri della Sezione III di Pawiak, dalla notte del 19 luglio, furono fucilate 154 persone (secondo altre fonti - 173).
A causa della riduzione del Fronte Orientale, alla fine del luglio del 1944, i tedeschi iniziarono a liquidare la Prigione di Pawiak. Il grande trasporto di evacuazione con oltre 1800 prigionieri lasciò Varsavia il 30 luglio. In precedenza, le azioni per coprire le tracce dei commessi a Varsavia sono state intensificate (tra l'altro, l'8 giugno, sono stati fatti esplodere gli edifici in ul. Nowolipki, dove le esecuzioni sono state eseguite regolarmente). Il 13 agosto 1944, quasi due settimane dopo lo scoppio della rivolta di Varsavia, ebbe luogo l'ultima esecuzione nelle rovine del ghetto. I tedeschi hanno sparato a circa 100 persone, ossia i prigionieri di Pawiak che non erano stati evacuati prima dell'insurrezione. Tra le vittime c'erano 18 donne - tra cui due ostetriche con neonati.

## Bilancio
È impossibile determinare il numero esatto delle vittime delle esecuzioni effettuate nelle rovine del ghetto di Varsavia. Krzysztof Dunin-Wąsowicz ha calcolato che tra il 1º gennaio 1943 e il 31 luglio 1944 gli occupanti tedeschi hanno ucciso circa 20 500 persone tramite esecuzioni pubbliche o segrete (di cui la maggior parte è stata con ogni probabilità fucilata sul territorio del “vecchio quartiere ebraico”). D'altra parte, secondo gli storici dell'Istituto Polacco di Memoria Nazionale (in polacco: Instytut Pamięci Narodowej, abbrev. IPN), negli anni 1943-1944 circa 20 000 persone sono state uccise nelle rovine del ghetto (includendo circa 10 000 polacchi). Tuttavia, è difficile determinare quante delle vittime erano i prigionieri di KL Warschau (i quali di solito erano ebrei provenienti da diversi paesi europei) e quanti gli abitanti di Varsavia o dintorni, uccisi nel ghetto durante le rappresaglie. Il probabile numero di vittime di omicidi nelle rovine del ghetto di Varsavia è di diverse migliaia di persone. Secondo i calcoli di Władysław Bartoszewski, basati principalmente sui rapporti dalle persone appartenenti alla cospirazione, a Pawiak (e riguardanti solo quelle esecuzioni, per i quali siamo riusciti determinare il numero delle vittime in circa), tra il 7 Maggio 1943 e il 13 agosto 1944, circa 9 600 persone furono assassinate.
Nelle rovine del ghetto sono stati uccisi, tra gli altri: Mikołaj Arciszewski (giornalista, caricaturista, capo di una delle reti dell'intelligence sovietica (polizie segrete sovietiche) di Varsavia), Mieczysław Bilek (Presidente del Partito Democratico (in polacco: Stronnictwo Demokratyczne), l'ex presidente di Gdynia), Sławomir Bittner (vice capo scout (in polacco: podharcmistrz), comandante della compagnia nel Battaglione di AK "Zośka"), Stanisław Chudoba (leader del Partito dei Lavoratori Socialisti Polacchi (in polacco: Robotnicza Partia Polskich Socjalistów, abbrev. RPPS)), Tytus Czaki (uno degli creatori di Związek Strzelecki, presidente prebellico di Brześć nad Bugiem e Włocławek), Hanna Czaki (figlia di Tytus, scout, contatto e segretaria del capo del dipartimento d’informazioni del Ufficio per l'informazione e la propaganda (in polacco: Biuro Informacji i Propagandy) di Armia Krajowa), Paweł Finder e Małgorzata Fornalska (leader del Partito dei Lavoratori Polacchi (in polacco: Polska Partia Robotnicza, abbrev. PPR)), Tadeusz Hollender (poeta, satirico, pubblicista), sottotenente Jan Hörl, pseudonimo Frog (soldato di Armia Krajowa, dall'unità “cichociemni”), Gustaw Kaleński (storico, archivista, capo dell'esercito polacco in pensione), Stefan Kapuściński (sindacalista e attivista politico dalla Slesia), Mieczysław Kotarbiński (pittore, grafico), dott. Józef Lewicki (pedagogo, storico dell'educazione, docente presso l'Università Libera di Polonia a Varsavia (in polacco: Wolna Wszechnica Polska)), prof. Tadeusz Pruszkowski (pittore, critico artistico, educatore), Emanuel Ringelblum (noto storico di origine ebraica), colonnello Józef Rosiek (ispettore della “zona di Varsavia” (in polacco: Obszar Warszawski) di AK), Stefan Sacha (presidente del Consiglio Generale del partito Stronnictwo Narodowe).

## Colpevoli
I principali responsabili delle migliaia di omicidi commessi tra le rovine del ghetto, furono i comandanti delle SS e della Polizia che hanno svolto le loro funzioni dal maggio 1943 ad agosto 1944: il SS-Brigadeführer Jürgen Stroop (condannato dopo la guerra dal tribunale polacco alla pena di morte ed eseguito il 6 marzo 1952), il SS-Brigadeführer Franz Kutschera (ucciso dai soldati di "Kedyw" Casa Armata del 1 febbraio 1944), il SS-Oberführer Herbert Böttcher (condannato a morte dopo la guerra dal tribunale polacco e giustiziato il 12 giugno 1950) ed il SS-Oberführer Paul Otto Geibel (condannato all'ergastolo dal tribunale polacco nel 1966, si suicidò nel carcere di Mokotów). Tuttavia, il dott. Ludwig Hahn, il suo subordinato ed il comandante della Polizia di Sicurezza (Sicherheitspolizei, abbrev. Sipo) e del Servizio di Sicurezza (Sicherheitsdienst, abbrev. SD) di Varsavia, che ha svolto un ruolo speciale nell'operazione di sterminio.
Hahn inventò l'idea di adattare le rovine del ghetto all'azione del sterminio della popolazione di Varsavia e fu il movens spiritus (la cosiddetta “anima dell’operazione”) di tutte le attività terroristiche e di sterminio compiute contro la popolazione polacca ed ebraica di Varsavia negli anni 1941-1944. Dopo la guerra visse ad Amburgo per molti anni con il suo vero nome. Apparve nel tribunale solo nel 1972 e dopo il processo che durò un anno, fu condannato a 12 anni di prigione. Durante il processo, la giuria di Amburgo lo ha condannato all'ergastolo. Hahn fu rilasciato nel 1983 e morì tre anni dopo.
Le esecuzioni nelle rovine del ghetto sono state effettuate dirrettamente da:
- I funzionari del Servizio di Sicurezza (SD) e della Polizia di Sicurezza (Sipo) a Varsavia (la sede centrale in ul. Szucha) sotto la direzione del dott. Hahn.
- Il personale della prigione di Pawiak.
- Il personale del KL Warschau.
- Gli ufficiali della SS del Battalion III e del reggimento 23 della SS (Batalion III/SS-Polizei Regiment 23) sotto la direzione del Maggiore Otton Bundtke[Commenti 3].

Il SS-Obersturmführer Norbert Bergh-Trips, il SS-Hauptsturmführer Paul Werner ed il SS-Obersturmführer Walter Witossek, hanno spesso diretto l’esecuzioni eseguite a Varsavia, sia le pubbliche che segrete.

## Commenti
1. ↑  Si considera che la data della fine ufficiale della rivolta e Il 16 maggio 1943 – il giorno in cui i tedeschi fecero saltare in aria La Grande Sinagoga di Varsavia.
2. ↑  Probabilmente all’inizio i cadaveri delle vittime di alcune esecuzioni furono sepolti dai tedeschi nel terreno o nelle cantine delle case demolite.
3. ↑  Il battaglione del Bundtke si trovò nel territorio del vecchio ghetto e si occupò della sua pacificazione dopo la soppressione ufficiale della rivolta.